# Calera de León
Calera de León je španělské město situované v provincii Badajoz (autonomní společenství Extremadura).

## Poloha
Obec je vzdálena 101 km od Sevilly a 126 km od města Badajoz. Patří do okresu Tentudía a soudního okresu Zafra. Na okraji obce se nachází nejvyšší hora provincie Badajoz Tentudia (1 104 m n. m.).

## Historie
V roce 1834 se obec stává součástí soudního okresu Fuente de Cantos. V roce 1842 čítala obec 319 usedlostí a 1251 obyvatel.

## Odkazy

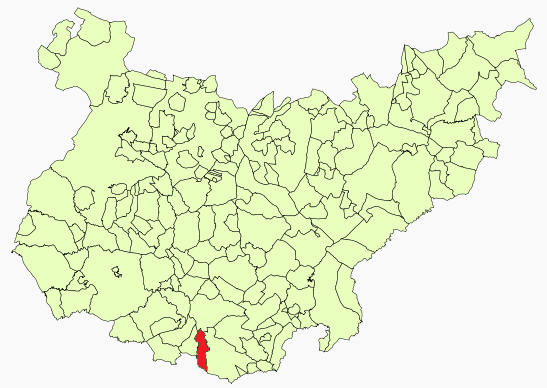
Poloha obce v provincii Badajoz

## Demografie
| Populace obce Calera de León z let (1842–2010) | Populace obce Calera de León z let (1842–2010) | Populace obce Calera de León z let (1842–2010) | Populace obce Calera de León z let (1842–2010) | Populace obce Calera de León z let (1842–2010) | Populace obce Calera de León z let (1842–2010) | Populace obce Calera de León z let (1842–2010) | Populace obce Calera de León z let (1842–2010) | Populace obce Calera de León z let (1842–2010) | Populace obce Calera de León z let (1842–2010) | Populace obce Calera de León z let (1842–2010) | Populace obce Calera de León z let (1842–2010) | Populace obce Calera de León z let (1842–2010) | Populace obce Calera de León z let (1842–2010) | Populace obce Calera de León z let (1842–2010) | Populace obce Calera de León z let (1842–2010) | Populace obce Calera de León z let (1842–2010) | Populace obce Calera de León z let (1842–2010) |
| ---------------------------------------------- | ---------------------------------------------- | ---------------------------------------------- | ---------------------------------------------- | ---------------------------------------------- | ---------------------------------------------- | ---------------------------------------------- | ---------------------------------------------- | ---------------------------------------------- | ---------------------------------------------- | ---------------------------------------------- | ---------------------------------------------- | ---------------------------------------------- | ---------------------------------------------- | ---------------------------------------------- | ---------------------------------------------- | ---------------------------------------------- | ---------------------------------------------- |
| 1842                                           | 1857                                           | 1860                                           | 1877                                           | 1887                                           | 1897                                           | 1900                                           | 1910                                           | 1920                                           | 1930                                           | 1940                                           | 1950                                           | 1960                                           | 1970                                           | 1981                                           | 1991                                           | 2001                                           | 2010                                           |
| 1 251                                          | 1 709                                          | 1 721                                          | 2 313                                          | 2 248                                          | 2 220                                          | 2 225                                          | 2 560                                          | 2 560                                          | 2 503                                          | 2 456                                          | 2 576                                          | 1 392                                          | 1 727                                          | 1 224                                          | 1 168                                          | 1 084                                          | 1 053                                          |